# The Wonder Bag
The Wonder Bag est un album-hommage du saxophoniste de jazz Ernie Watts à l'auteur-compositeur-interprète Stevie Wonder, sorti en 1972. 
Il s'agit du premier album de Watts en tant que leader d'un groupe, ici sous le nom de The Ernie Watts Encounter. Il s'accompagne de nombreux musiciens de jazz, tels que Joe Sample (le pianiste des Crusaders), les percussionnistes Francisco Aguabella et Paul Humphrey (en) , le guitariste David T. Walker (en)  ou encore le tromboniste George Bohanon (en).

## Listes des pistes
| 1. | Nothing's Too Good For My Baby | Henry Cosby, Sylvia Moy, William Stevenson    | 3:48 |
| 2. | Never Had a Dream Come True    | Cosby, Moy, Stevie Wonder                     | 2:46 |
| 3. | I'd Be A Fool Right Now        | Cosby, Moy, Wonder                            | 3:05 |
| 4. | My Cherie Amour (chanson)      | Cosby, Moy, Wonder                            | 3:47 |
| 5. | You Met Your Match             | Wonder, Lula Mae Hardaway, Ivy Jo Hunter (en) | 2:41 |

| Face B | Face B                        | Face B                                    | Face B | Face B | Face B | Face B | Face B | Face B | Face B |
| No     | Titre                         | Auteur                                    | Durée  |        |        |        |        |        |        |
| ------ | ----------------------------- | ----------------------------------------- | ------ | ------ | ------ | ------ | ------ | ------ | ------ |
| 1.     | Ain't No Lovin'               | Wonder, Hardaway, Hunter, Paul Riser (en) | 3:41   |        |        |        |        |        |        |
| 2.     | I Was Made To Love Her        | Wonder, Hardaway, Cosby, Moy              | 4:35   |        |        |        |        |        |        |
| 3.     | Angie Girl                    | Wonder, Cosby, Moy                        | 3:12   |        |        |        |        |        |        |
| 4.     | Ain't That Askin' For Trouble | Wonder, Moy                               | 3:12   |        |        |        |        |        |        |
| 31:01  |                               |                                           |        |        |        |        |        |        |        |

## Format
L'album sort au format 33 tours en février 1972 chez Vault Records (en) (référence 9011), produit par Richard Bock (en). Des versions CD et digitale sont publiées dans les années 2000, respectivement en 2008 et 2010.

## Crédits
- Ernie Watts : Saxophone Baryton, Saxophone Ténor, Flûte
- Bob West : Basse
- Francisco Aguabella : Congas
- Paul Humphrey (en) : Batterie
- David T. Walker (en) : Guitare
- Joe Sample : Piano acoustique, Rhodes[2]
- George Bohanon (en), Charles Loper : Trombone (pistes : A1, A2, B1, B4)
- Jay DaVersa, Chuck Findley : Trompette (pistes : A1, A2, B1, B4)
- Edwin Francis : Photographie

## Critique
Pour Thom Jurek (AllMusic): 
Ernie Watts est ici très différent de celui qui émergera quelques années plus tard, même si on y trouve toutes les bases de sa carrière à venir. The Wonder Bag est un classique méconnu. Watts adopte un ton rugueux mais la musique reste parfaitement groovy et chaleureuse. [Le groupe] concentre tous ses efforts sur le sujet de son titre : la musique de Stevie Wonder. [...] Watts met en avant la dimension jazz au cœur de la mélodie de Wonder.  

Cet album transpire la bonne humeur. Les arrangements sont là pour servir la mélodie, et non pour mettre en avant le groupe. Les solos de Watts et son interaction avec [Joe] Sample et [David] Walker sont inventifs, subtils et d’une valeur inestimable. The Wonder Bag est un bijou sans aucun temps mort, à recommander à tous les amateurs de soul et de jazz-funk des années 70, ainsi qu’à quiconque appréciant le son unique de Watts. Hautement recommandé. 
Sur la pochette du vinyle, Stevie Wonder commente,:
Ernie Watts ne m’a pas seulement offert le rêve de tout auteur sur une chanson en particulier, mais un album entier rempli de ce rêve. Étant moi-même l’auteur, j’ai tendance à être le plus critique envers mon propre travail ; c’est pourquoi je peux dire avec honnêteté que grâce à Ernie, mon rêve est devenu réalité. Chaque arrangement apporte une saveur unique ; il subjugue l’auditeur et l’immerge dans son univers personnel et évocateur. Je m’attendais à ce qu’il apporte un petit quelque chose, mais au lieu de cela, Ernie Watts a trouvé la clé magique, ouvert la porte et capturé la profondeur de mon âme. Merci d’avoir trouvé et révélé les émotions de ma musique. 